# Rize (Turquia)
Rize é uma cidade e distrito do nordeste da Turquia, capital da província homónima, que faz parte da região de Mar Negro. O distrito tem 253 km² de área e em dezembro de 2021 tinha 150 414 habitantes (densidade: 594,5 hab./km²), dos quais 119 828 na cidade.

## Etimologia e nomes históricos
O nome de Rize tem origem no grego ριζα (Riza) ou Ριζαίον (Rizaion), que significa "encostas de montanha". Em tempos mais modernos, o nome da cidade em grego era usualmente Ριζούντα (Rizounta). Em latim era chamada Rizo (Rhizus) e Rizeu (Rhizaeum), mantendo-se esta última como o nome duma sé titular católica na província do Ponto Polemoníaco. No período otomano chamava-se Rize (ريزه), o mesmo que em georgiano (რიზე). Em laz chama-se Rizini (რიზინი).

## História
A primeira menção escrita acerca de Rize é do Périplo do Ponto Euxino, do autor greco-romano Arriano, datada de 130 ou 131 d.C. Nessa obra, Arriano, então governador da província romana da Capadócia, relata uma viagem de inspeção que fez aos territórios do mar Negro (Ponto Euxino) oriental que estavam sob a sua jurisdição.

## Economia
Rize um centro de processamento e transporte do chá cultivado na área circundante. A cultura do chá foi introduzido na região nos anos 1940 e 1950 e mudou o destino da região, que até então era um foco de emigração. A cidade tem um instituto de investigação de chá, fundado em 1958, e os jardins de chá são uma das principais imagens de marca nas vistas da cidade. As plantas de chá estão igualmente presentes em vários pontos da cidade. A segunda atividade económica mais importante a seguir ao chá é a pesca.

## Geografia e transportes
A cidade ocupa várias colinas situadas à beira do mar Negro, na região histórica do Ponto. O centro comercial encontra-se numa estreta faixa plana à beira-mar. Está ligada por estrada com Trebizonda (66 km a oeste), Hopa (88 km a leste, perto da fronteira com a Geórgia) e a Erzurum (a sul). A fronteira com a Geórgia fica a 110 km e Batumi a 130 km. O Aeoroporto de Rize–Artvim (IATA: RZV, ICAO: LTFO), inaugurado em 2022, situa-se pouco mais de 30 km a nordeste da cidade. Em janeiro de 2025, havia vários voos diários de e para Istambul e Ancara, além de um para Esmirna. Apesar no seu nome, Artvim está a 120 km por estrada (duas horas de viagem) do aeroporto.
O clima é temperado marítimo, com muita chuva ao longo de todo o ano, verões relativamente quentes e invernos frios, à semelhança do que acontece na maior parte da costa oriental do mar Negro, onde se registam as precipitações mais altas de toda a Ásia ocidental, que atingem os 2 500 mm por ano, e dá origem a à vegetação luxuriante que caracteriza a região. A chuva é intensa ao longo de todo o ano, com máximos no final do outono (do fim de outubro a dezembro). A neve é muito comum entre os meses de dezembro e março, registando-se em média entre 7 e 14 dias de neve por ano, que pode ser intensa. A água do mar, como em toda a costa turca mar Negro, é sempre fria, oscilando entre os 8 e os 20 °C ao longo do ano.
| Dados climatológicos para Rize                                     | Dados climatológicos para Rize | Dados climatológicos para Rize | Dados climatológicos para Rize | Dados climatológicos para Rize | Dados climatológicos para Rize | Dados climatológicos para Rize | Dados climatológicos para Rize | Dados climatológicos para Rize | Dados climatológicos para Rize | Dados climatológicos para Rize | Dados climatológicos para Rize | Dados climatológicos para Rize | Dados climatológicos para Rize |
| Mês                                                                | Jan                            | Fev                            | Mar                            | Abr                            | Mai                            | Jun                            | Jul                            | Ago                            | Set                            | Out                            | Nov                            | Dez                            | Ano                            |
| ------------------------------------------------------------------ | ------------------------------ | ------------------------------ | ------------------------------ | ------------------------------ | ------------------------------ | ------------------------------ | ------------------------------ | ------------------------------ | ------------------------------ | ------------------------------ | ------------------------------ | ------------------------------ | ------------------------------ |
| Temperatura máxima recorde (°C)                                    | 24,0                           | 28,1                           | 32,0                           | 35,8                           | 38,2                           | 36,2                           | 35,4                           | 34,0                           | 33,4                           | 33,4                           | 29,2                           | 25,6                           | 38,2                           |
| Temperatura máxima média (°C)                                      | 10,4                           | 10,7                           | 12,1                           | 15,6                           | 19,4                           | 23,8                           | 26,3                           | 26,7                           | 24,1                           | 20,4                           | 16,1                           | 12,5                           | 18,8                           |
| Temperatura mínima média (°C)                                      | 3,5                            | 3,5                            | 4,9                            | 8,5                            | 12,5                           | 16,6                           | 19,7                           | 20,1                           | 16,9                           | 13,0                           | 8,4                            | 5,1                            | 11,1                           |
| Temperatura mínima recorde (°C)                                    | −5,4                           | −6,4                           | −6,4                           | −2,8                           | 4,2                            | 9,7                            | 12,0                           | 13,8                           | 9,2                            | 3,2                            | 0,4                            | −4                             | −6,4                           |
| Precipitação (mm)                                                  | 210,5                          | 175,7                          | 144,1                          | 92,2                           | 99,6                           | 135,7                          | 147,0                          | 182,1                          | 248,2                          | 300,5                          | 258,4                          | 243,8                          | 2 233,8                        |
| Dias com chuva                                                     | 15,0                           | 14,1                           | 15,8                           | 15,2                           | 15,0                           | 14,3                           | 14,4                           | 14,8                           | 15,3                           | 15,4                           | 15,1                           | 15,3                           | 179,7                          |
| Insolação (h)                                                      | 65,1                           | 84,0                           | 111,6                          | 135,0                          | 179,8                          | 201,0                          | 164,3                          | 158,1                          | 153,0                          | 127,1                          | 84,0                           | 58,9                           | 1 521,9                        |
| Fonte: Meteoroloji Genel Müdürlüğü (Direção Geral de Meteorologia) |                                |                                |                                |                                |                                |                                |                                |                                |                                |                                |                                |                                |                                |